# 本多プラス
本多プラス株式会社（ほんだプラス、英：Hondaplus Co.,Ltd）は、愛知県新城市に本社を置く、プラスチック成形メーカーである。

## 概要
1946年（昭和21年）創業。経営理念は「他人（ひと）のやらないことをやる」。化粧品から文具、食品、医薬品、容器などのデザイン・製造・販売を一貫して手掛けるクリエイティブ・ブロー成形メーカー。セロファン加工による毛筆用サヤ（実用新案）の製造・販売からスタートし、ブロー成形技術開発を進め、ナイロン製の修正液ボトルを開発。現在はさらに事業を拡大し、環境にやさしい高純度ＰＥＴボトルや多層成形ボトル、ＰＥＮボトルなどの開発に成功。 現在は、ブロー成形技術とデザインのコラボレーションにより、化粧品・医薬品・食品などの様々なパッケージを企画製造している。

## 沿革
- 1946年05月 - 創業者本多正造がセロファン加工による毛筆用サヤ（実用新案）の製造・販売を始める
- 1948年05月 - 愛知県新城市東郷村川路にて本多工業所を創業
- 1955年05月 - セロファン加工による毛筆用サヤ(実用新案)の製造販売を開始
- 1965年04月 - 現会長本多克弘が事業を引継ぐ
- 1967年12月 - ブロー成形による、筆サヤ、筆ケースの生産を開始
- 1982年07月 - 本多プラス株式会社設立
- 1983年04月 - ナイロン製修正液ボトルの開発に成功、量産開始
- 1984年10月 - 有海工場開設
- 1985年05月 - プロ野球のメガホン受注
- 1990年12月 - 規格工具ケースの生産開始
- 1995年02月 - ローズプラスティック社と技術提携開始
- 1995年07月 - 現在地に新本社社屋と新工場竣工
- 1999年08月 - 小物化粧品容器（PEN、PET）の量産開始
- 2001年07月 - 全社でISO14001取得
- 2002年09月 - 大宮工場（全館クリーンルーム成形工場）開設
- 2003年12月 - 東京営業所（港区南青山）を開設
- 2003年12月 - 大阪営業所（鶴見区）を開設
- 2005年01月 - 愛知ブランド 企業の認証取得
- 2005年06月 - 東京クリエイティブオフィス（港区南青山）開設。デザイン・クリエイト事業を開始
- 2007年06月 - 中小企業庁「元気なモノ作り中小企業300社 2007年度版」に選定
- 2007年12月 - 社団法人 中部経済連合会に加盟
- 2008年10月 - 全社でISO9001を取得
- 2011年01月 - 味の素(株)様「うま味調味料 味の素ストラップ」（携帯用アジパンダミニ容器）にて日本パッケージデザイン大賞・金賞受賞
- 2011年09月 - テレビ東京系「カンブリア宮殿」に単独出演
- 2011年12月 - 本多孝充が代表取締役社長に就任
- 2012年03月 - 本多プラス オリジナルブランド『ame』を発表・発売開始
- 2013年12月 - グループ会社 本多プラスベトナム竣工
- 2014年07月 - 東京都港区北青山にオリジナルブランドショップ『ame by HondaPlus』をオープン
- 2014年07月 - 愛知県新城市に本多プラス印刷工場を開設
- 2016年06月 - 公益社団法人 日本包装技術協会 第40回（平成28年度）木下賞受賞（日清フーズ㈱様「日清クッキングフラワー」容器デザイン協力）
- 2016年10月 - 本社第二工場開設
- 2017年12月 - アントレプレナー表彰制度『EY アントレプレナー・オブ・ザ・イヤー2017ジャパン』日本大会にて、本多孝充がアクセラレーティング部門大賞、グローバル・エクスペリエンス・モナコ賞を同時受賞
- 2019年01月 - 経済産業省「地域未来牽引企業」に選定
- 2019年11月 - 愛知県豊田市の「とよたSDGsパートナー」に認定 [4]
- 2020年09月 - 地方創生SDGs官民連携プラットフォームの会員に認定 [5]
- 2021年02月 - ホンダプラステクノサイトを開設（大阪府大阪市加美）

## 主な国内拠点・営業所
- 本社・中部営業所　〒441-1306　愛知県新城市川路字夜燈23-2
- 東京クリエイティブオフィス　〒107-0062　東京都港区南青山5-11-14 H&M南青山EAST 305 号
- 大阪オフィス　〒532-0003　大阪府大阪市淀川区宮原4-1-14 住友生命新大阪北ビル8階
- 大宮工場＆ショールーム　〒441-1304　愛知県新城市大宮字清水1-8
- 有海工場　〒441-1317　愛知県新城市有海字金神場33-1
- 印刷工場　〒441-1302　愛知県新城市富永字向夏目15-3
- 大阪加美工場　〒547-0002　大阪府大阪市平野区加美東4-5-12 ホンダプラステクノサイト
- 川路ロジスティックセンター
- 竹広ロジスティックセンター

## 主な製品
- 化粧品用、医療用、食品用、工具用、アパレル、インテリア関連パッケージ
- 包装用規格パッケージ
- 精密医療部品
- 文具関連製品
- 工業・エレクトロニクス小型パーツ類
- PETブリスター全般
- PP・PETシート他

## テレビ番組
- 日経スペシャル カンブリア宮殿 "売る力"を磨け！ ～製造業を強くするのは営業する力だ～（2011年9月22日、テレビ東京）[6]